# Iyul'tinsky (huyện)
Huyện Iyul'tinsky (tiếng Nga: ? райо́н) là một huyện hành chính tự quản (raion), của Khu tự trị Chukotka, Nga. Huyện có diện tích 73142 km², dân số thời điểm ngày 1 tháng 1 năm 2000 là 5600 người. Trung tâm của huyện đóng ở Egvekinot.